# Soudal Quick-Step
La Soudal Quick-Step, nota in passato come Omega Pharma, Etixx, Quick Step, Deceuninck-Quick Step e Quick-Step Alpha Vinyl Team, è una squadra maschile belga di ciclismo su strada con licenza di UCI WorldTeam, attiva nel professionismo dal 2003 sempre sotto la direzione di Patrick Lefevere.
Nel corso delle stagioni agonistiche i ciclisti della formazione si sono aggiudicati la vittoria in diverse classiche, tra cui spiccano tutte e cinque le "Classiche monumento". La squadra, nelle sue diverse denominazioni, ne ha conquistate complessivamente ventuno: tre Milano-Sanremo con Paolo Bettini (nel 2003), Filippo Pozzato (nel 2006) e Julian Alaphilippe (nel 2019); otto Giri delle Fiandre con Tom Boonen (nel 2005, 2006 e 2012), Stijn Devolder (nel 2008 e 2009), Philippe Gilbert (nel 2017), Niki Terpstra (nel 2018) e Kasper Asgreen (nel 2021); sei Parigi-Roubaix con Tom Boonen (nel 2005, 2008, 2009 e 2012), Niki Terpstra (nel 2014) e Philippe Gilbert (nel 2019); tre Liegi-Bastogne-Liegi con Bob Jungels (nel 2018) e Remco Evenepoel (nel 2022 e 2023); due Giri di Lombardia con Paolo Bettini (nel 2005 e 2006). La squadra ha inoltre vinto una Vuelta a España, nel 2022 con lo stesso Evenepoel, quattro volte il titolo mondiale della cronometro a squadre, nel 2012, 2013, 2016 e 2018, e la classifica a squadre del World Tour 2018. Gli atleti del team belga hanno conquistato complessivamente oltre cento vittorie di tappa nei Grandi Giri.

## Storia

### 2003-2004: il debutto e i primi successi con Bettini
Nell'estate 2002, con il preannunciato ritiro di Mapei dal ruolo di sponsor dell'omonima formazione italo-belga, l'azienda di laminati Quick Step, già secondo nome del team, annunciò l'intenzione di assumere il ruolo di principale finanziatore della squadra per rilanciarla a partire dalla stagione 2003. Il budget di 8 milioni di euro necessario per la continuazione dell'attività venne coperto anche da Davitamon, azienda farmaceutica, e Latexco, produttore di materassi, e la squadra assunse il nome di Quick Step-Davitamon. La direzione tecnica fu affidata a Patrick Lefevere, ex manager di Mapei prima e della dismessa Domo-Farm Frites poi, coadiuvato da direttori sportivi provenienti anch'essi da Mapei (Serge Parsani, Alvaro Crespi e Luca Guercilena) e Domo (Wilfried Peeters). La rosa, costruita sulla base di una decina di atleti confermati dalla Mapei, tra cui Paolo Bettini, Michael Rogers e László Bodrogi, venne rinforzata con numerosi ciclisti ex Domo, tra cui Richard Virenque, Johan Museeuw, Frank Vandenbroucke e Servais Knaven, e con il giovane belga Tom Boonen.
Come già la sua "antenata" Mapei, già nelle prime due stagioni di attività Quick Step si affermò come una delle migliori squadre al mondo, in particolare nelle classiche. Paolo Bettini vinse le ultime due edizioni della Coppa del mondo su strada, nel 2003 – aggiudicandosi anche Milano-Sanremo, HEW Cyclassics e Clásica San Sebastián – e nel 2004, senza vittorie ma con i podi ad Amstel Gold Race e Clásica San Sebastián. Nelle classiche del pavé Tom Boonen rimpiazzò rapidamente Museeuw, ritiratosi dall'attività nel maggio del 2004: Boonen divenne ben presto il leader della squadra, e dopo il terzo posto alla Gand-Wevelgem 2003, nel 2004 si aggiudicò la stessa Gand-Wevelgem e l'E3 Prijs Vlaanderen. Arrivarono risultati anche al Tour de France: due successi di tappa con Knaven e Virenque nel 2003, ben quattro, con Boonen (due), Mercado e Virenque, nel 2004.

### 2005-2009: l'affermazione di Tom Boonen
Nelle stagioni seguenti Tom Boonen proseguì la serie di successi nelle gare di un giorno aggiungendo al proprio palmarès altre tre E3 Prijs Vlaanderen consecutive, tra il 2005 e il 2007, il Giro delle Fiandre e la Parigi-Roubaix 2005, oltre che, nello stesso anno, il titolo di campione del mondo su strada a Madrid; vinse poi il Giro delle Fiandre 2006, mentre alla Parigi-Roubaix di quell'anno ottenne il secondo posto. Nel triennio 2005-2007 si aggiudicò inoltre quattro tappe al Tour de France, conquistando anche la maglia verde della classifica a punti nell'edizione 2007 della Grande Boucle.

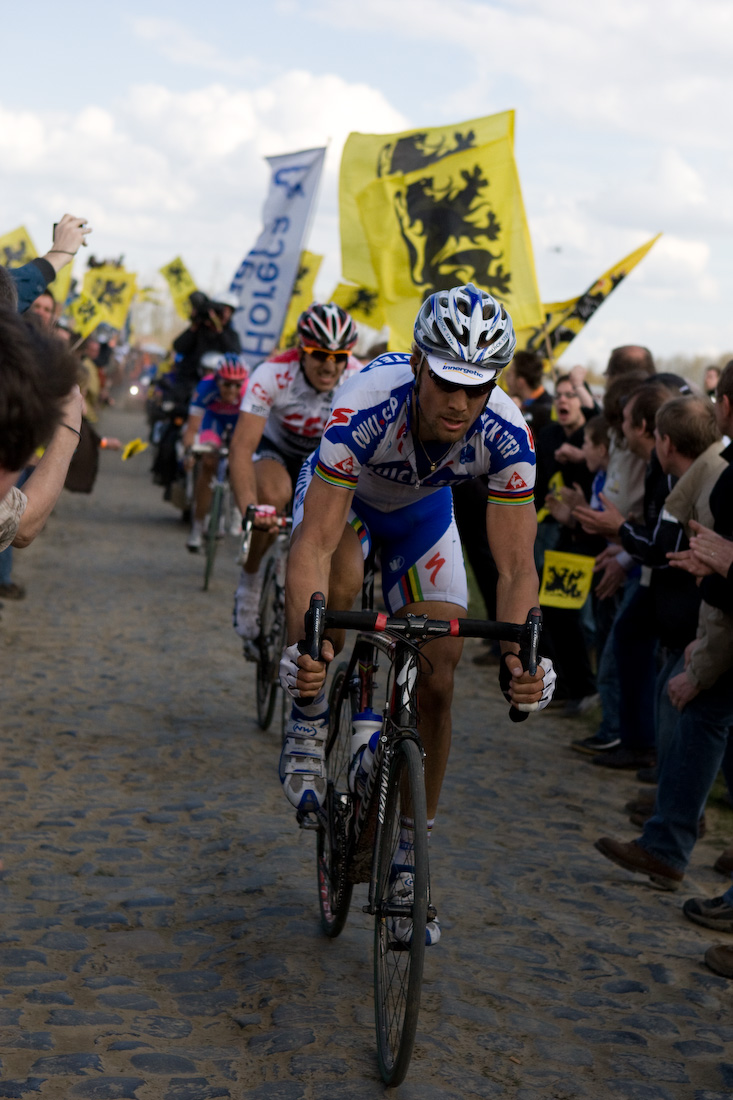
Tom Boonen in nazionale alla Parigi-Roubaix 2008

In quegli anni arrivarono per la Quick Step anche altri importanti risultati: nel biennio 2005-2006 Paolo Bettini vinse per due volte il Giro di Lombardia, e nel 2006 succedette a Boonen nell'albo d'oro dei campionati del mondo su strada aggiudicandosi l'iride a Salisburgo, un titolo che bisserà nel 2007 a Stoccarda. Sempre nel 2006 Filippo Pozzato vinse la Milano-Sanremo con un rilancio all'ultimo chilometro di corsa, anticipando il rientro del gruppo. La squadra ottenne anche le prime vittorie al Giro d'Italia: una tappa e la classifica a punti nel 2005 con Bettini, due tappe, una con Bettini e una con Juan Manuel Gárate, e ancora la classifica a punti con Bettini nel 2006.
Nel 2008 la Quick Step mise a segno la seconda doppietta Giro delle Fiandre-Parigi-Roubaix (dopo quella del 2005), questa volta rispettivamente con il nuovo arrivato Stijn Devolder (ex Discovery Channel) e ancora con il capitano Boonen. Oltre alle classiche, la squadra si mise in evidenza prima con il successo di tappa di Gert Steegmans al Tour de France e poi con ben cinque frazioni vinte alla Vuelta a España di quell'anno (due con Boonen e Bettini e una con Wouter Weylandt). Al termine della stagione lo stesso Bettini annunciò il ritiro dalle competizioni. Dopo l'addio di Bettini, per il 2009 venne ingaggiato il francese Sylvain Chavanel. Nella primavera delle classiche Devolder e Boonen ripeterono i trionfi dell'anno prima: Devolder vinse il suo secondo Giro delle Fiandre consecutivo, ancora una volta in solitaria, mentre Boonen salì per la terza volta sul gradino più alto del podio alla Parigi-Roubaix. Non arrivarono invece successi di tappa nei tre Grandi Giri.
Fuori dall'ambito agonistico, nel giugno 2008 Boonen era stato intanto trovato positivo alla cocaina: non incorse in sanzioni ma venne escluso dal Tour de France di quell'anno per ragioni di immagine; il belga sarebbe risultato positivo alla cocaina anche nel maggio 2009, ma ancora senza subire sanzioni.

### Dal 2018: il consolidamento come prima squadra al mondo
La squadra ha vinto la classifica a squadre UCI WorldTour 2018 e ha concluso le stagioni 2019 e 2021 al numero 1 nella classifica mondiale UCI. Nella stagione 2022, la squadra con Remco Evenepoel è stata in grado di aggiungere per la prima volta al suo palmarès la vittoria della classifica generale di un Grand Tour alla Vuelta a España.
Nell'autunno del 2023 è stato annunciato l'intenzione di fondere il team con il team olandese Jumbo-Visma all'inizio della stagione 2024. Dopo alcuni giorni, la fusione è stata annullata. Lefevere e Bakala hanno concordato di mantenere il team Soudal Quick Step per altri due anni.

## Cronistoria

### Annuario
| Anno | Codice | Nome                                 | Cat. | Biciclette  | Dirigenza |
| ---- | ------ | ------------------------------------ | ---- | ----------- | --- |
| 2003 | QSD    | Quick Step-Davitamon                 | GSI  | Time        | Manager: Patrick Lefevere Dir. sportivi: Wilfried Peeters, Luca Guercilena, Serge Parsani, Alvaro Crespi                                                                |
| 2004 | QSD    | Quick Step-Davitamon                 | GSI  | Time        | Manager: Patrick Lefevere Dir. sportivi: Wilfried Peeters, Luca Guercilena, Serge Parsani, Alvaro Crespi                                                                |
| 2005 | QST    | Quick Step-Innergetic                | PT   | Time        | Manager: Patrick Lefevere Dir. sportivi: Wilfried Peeters, Rik Van Slycke, Luca Guercilena, Serge Parsani, Alvaro Crespi                                                |
| 2006 | QSI    | Quick Step-Innergetic                | PT   | Time        | Manager: Patrick Lefevere Dir. sportivi: Wilfried Peeters, Davide Bramati (dal 30 giugno), Rik Van Slycke, Luca Guercilena, Serge Parsani                               |
| 2007 | QSI    | Quick Step-Innergetic                | PT   | Specialized | Manager: Patrick Lefevere, Alvaro Crespi Dir. sportivi: Wilfried Peeters, Davide Bramati, Rik Van Slycke, Luca Guercilena, Serge Parsani                                |
| 2008 | QST    | Quick Step                           | PT   | Specialized | Manager: Patrick Lefevere Dir. sportivi: Wilfried Peeters, Davide Bramati, Rik Van Slycke, Luca Guercilena, Dirk Demol                                                  |
| 2009 | QST    | Quick Step                           | PT   | Specialized | Manager: Patrick Lefevere Dir. sportivi: Wilfried Peeters, Davide Bramati, Rik Van Slycke, Luca Guercilena                                                              |
| 2010 | QST    | Quick Step                           | PT   | Eddy Merckx | Manager: Patrick Lefevere Dir. sportivi: Wilfried Peeters, Davide Bramati, Rik Van Slycke, Luca Guercilena, Rik Verbrugghe                                              |
| 2011 | QST    | Quickstep Cycling Team               | WT   | Eddy Merckx | Manager: Patrick Lefevere Dir. sportivi: Wilfried Peeters, Davide Bramati, Tom Steels, Rik Van Slycke, Marco Velo                                                       |
| 2012 | OPQ    | Omega Pharma-Quickstep               | WT   | Specialized | Manager: Patrick Lefevere Dir. sportivi: Wilfried Peeters, Davide Bramati, Brian Holm, Jan Schaffrath, Tom Steels, Rik Van Slycke                                       |
| 2013 | OPQ    | Omega Pharma-Quick-Step Cycling Team | WT   | Specialized | Manager: Patrick Lefevere Dir. sportivi: Wilfried Peeters, Davide Bramati, Brian Holm, Jan Schaffrath, Tom Steels, Rik Van Slycke                                       |
| 2014 | OPQ    | Omega Pharma-Quick-Step Cycling Team | WT   | Specialized | Manager: Patrick Lefevere Dir. sportivi: Wilfried Peeters, Davide Bramati, Brian Holm, Jan Schaffrath, Tom Steels, Rik Van Slycke                                       |
| 2015 | EQS    | Etixx-Quick Step                     | WT   | Specialized | Manager: Patrick Lefevere Dir. sportivi: Wilfried Peeters, Davide Bramati, Brian Holm, Jan Schaffrath, Tom Steels, Rik Van Slycke                                       |
| 2016 | EQS    | Etixx-Quick Step                     | WT   | Specialized | Manager: Patrick Lefevere Dir. sportivi: Wilfried Peeters, Davide Bramati, Brian Holm, Jan Schaffrath, Tom Steels, Rik Van Slycke                                       |
| 2017 | QST    | Quick-Step Floors                    | WT   | Specialized | Manager: Patrick Lefevere Dir. sportivi: Wilfried Peeters, Davide Bramati, Brian Holm, Tom Steels, Geert Van Bondt, Rik Van Slycke                                      |
| 2018 | QST    | Quick-Step Floors                    | WT   | Specialized | Manager: Patrick Lefevere Dir. sportivi: Wilfried Peeters, Davide Bramati, Brian Holm, Tom Steels, Geert Van Bondt, Rik Van Slycke                                      |
| 2019 | DQT    | Deceuninck-Quick Step                | WT   | Specialized | Manager: Patrick Lefevere Dir. sportivi: Wilfried Peeters, Davide Bramati, Brian Holm, Klaas Lodewyck, Ricardo Scheidecker, Tom Steels, Geert Van Bondt, Rik Van Slycke |
| 2020 | DQT    | Deceuninck-Quick Step                | WT   | Specialized | Manager: Patrick Lefevere Dir. sportivi: Wilfried Peeters, Davide Bramati, Brian Holm, Klaas Lodewyck, Ricardo Scheidecker, Tom Steels, Geert Van Bondt, Rik Van Slycke |
| 2021 | DQT    | Deceuninck-Quick Step                | WT   | Specialized | Manager: Patrick Lefevere Dir. sportivi: Wilfried Peeters, Davide Bramati, Brian Holm, Klaas Lodewyck, Ricardo Scheidecker, Tom Steels, Geert Van Bondt, Rik Van Slycke |
| 2022 | QST    | Quick-Step Alpha Vinyl Team          | WT   | Specialized | Manager: Patrick Lefevere Dir. sportivi: Wilfried Peeters, Davide Bramati, Brian Holm, Klaas Lodewyck, Ricardo Scheidecker, Tom Steels, Geert Van Bondt, Rik Van Slycke |
| 2023 | SOQ    | Soudal Quick-Step                    | WT   | Specialized | Manager: Patrick Lefevere Dir. sportivi: Wilfried Peeters, Davide Bramati, Iljo Keisse, Klaas Lodewyck, Tom Steels, Geert Van Bondt                                     |
| 2024 | SOQ    | Soudal Quick-Step                    | WT   | Specialized | Manager: Patrick Lefevere Dir. sportivi: Wilfried Peeters, Davide Bramati, Iljo Keisse, Klaas Lodewyck, Tom Steels, Geert Van Bondt                                     |
| 2025 | SOQ    | Soudal Quick-Step                    | WT   | Specialized | Manager: Patrick Lefevere Dir. sportivi: Wilfried Peeters, Davide Bramati, Iljo Keisse, Klaas Lodewyck, Tom Steels, Geert Van Bondt                                     |

### Classifiche UCI
Aggiornato all 22 ottobre 2024.
| Anno | Classifica | Pos. | Migliore cl. individuale |
| ---- | ---------- | ---- | ------------------------ |
| 2003 | GSI        | 2º   | Paolo Bettini (1º)       |
| 2004 | GSI        | 7º   | Paolo Bettini (2º)       |
| 2005 | ProTour    | 12º  | Tom Boonen (2º)          |
| 2006 | ProTour    | 13º  | Tom Boonen (7º)          |
| 2007 | ProTour    | 5º   | Tom Boonen (21º)         |
| 2008 | ProTour    | 8º   | Stijn Devolder (7º)      |
| 2009 | World Cal. | 8º   | Allan Davis (11º)        |
| 2010 | World Cal. | 16º  | Tom Boonen (19º)         |
| 2011 | World Tour | 16º  | Tom Boonen (33º)         |
| 2012 | World Tour | 4º   | Tom Boonen (3º)          |
| 2013 | World Tour | 7º   | Michał Kwiatkowski (23º) |
| 2014 | World Tour | 4º   | Michał Kwiatkowski (16º) |
| 2015 | World Tour | 4º   | Rigoberto Urán (13º)     |
| 2016 | World Tour | 7º   | Daniel Martin (10º)      |
| 2017 | World Tour | 2º   | Daniel Martin (8º)       |
| 2018 | World Tour | 1º   | Elia Viviani (6º)        |
| 2019 | World Tour | 1º   | Julian Alaphilippe (2º)  |
| 2020 | World Tour | 2º   | Julian Alaphilippe (6º)  |
| 2021 | World Tour | 1º   | Julian Alaphilippe (4º)  |
| 2022 | World Tour | 6º   | Remco Evenepoel (3º)     |
| 2023 | World Tour | 3º   | Remco Evenepoel (3º)     |
| 2024 | World Tour | 3º   | Remco Evenepoel (2º)     |

## Palmarès
Aggiornato al 22 luglio 2025.

### Grandi Giri
- Giro d'Italia

Partecipazioni: 21 (2005, 2006, 2007, 2008, 2009, 2010, 2011, 2012, 2013, 2014, 2015, 2016, 2017, 2018, 2019, 2020, 2021, 2022, 2023, 2024, 2025)
Vittorie di tappa: 33
2005: 1 (Paolo Bettini)
2006: 2 (Paolo Bettini, Juan Manuel Gárate)
2010: 2 (Wouter Weylandt, Jérôme Pineau)
2013: 5 (5 Mark Cavendish)
2014: 1 (Rigoberto Urán)
2015: 1 (Iljo Keisse)
2016: 4 (2 Marcel Kittel, Gianluca Brambilla, Matteo Trentin)
2017: 5 (4 Fernando Gaviria, Bob Jungels)
2018: 5 (4 Elia Viviani, Maximilian Schachmann)
2022: 1 (Mark Cavendish)
2023: 2 (2 Remco Evenepoel)
2024: 4 (3 Tim Merlier, Julian Alaphilippe)
Vittorie finali: 0
Altre classifiche: 13
2005: Punti (Paolo Bettini), Intergiro (Stefano Zanini)
2006: Punti (Paolo Bettini), Scalatori (Juan Manuel Gárate)
2009: Giovani (Kevin Seeldraeyers)
2013: Punti (Mark Cavendish)
2016: Squadre a punti, Combattività (Matteo Trentin)
2017: Punti (Fernando Gaviria), Giovani (Bob Jungels), Squadre a punti
2018: Punti (Elia Viviani)
2024: Combattività (Julian Alaphilippe)
- Tour de France

Partecipazioni: 23 (2003, 2004, 2005, 2006, 2007, 2008, 2009, 2010, 2011, 2012, 2013, 2014, 2015, 2016, 2017, 2018, 2019, 2020, 2021, 2022, 2023, 2024, 2025)
Vittorie di tappa: 55
2003: 2 (Servais Knaven, Richard Virenque)
2004: 4 (2 Tom Boonen, Juan Miguel Mercado, Richard Virenque)
2005: 2 (2 Tom Boonen)
2006: 1 (Matteo Tosatto)
2007: 4 (2 Tom Boonen, Gert Steegmans, Cédric Vasseur)
2008: 1 (Gert Steegmans)
2010: 2 (2 Sylvain Chavanel)
2013: 4 (2 Mark Cavendish, Tony Martin, Matteo Trentin)
2014: 3 (2 Tony Martin, Matteo Trentin)
2015: 3 (Tony Martin, Zdeněk Štybar, Mark Cavendish)
2016: 1 (Marcel Kittel)
2017: 5 (5 Marcel Kittel)
2018: 4 (2 Fernando Gaviria, 2 Julian Alaphilippe)
2019: 3 (2 Julian Alaphilippe, Elia Viviani)
2020: 3 (2 Sam Bennett, Julian Alaphilippe)
2021: 5 (4 Mark Cavendish, Julian Alaphilippe)
2022: 2 (Yves Lampaert, Fabio Jakobsen)
2023: 1 (Kasper Asgreen)
2024: 1 (Remco Evenepoel)
2025: 4 (2 Tim Merlier, Remco Evenepoel, Valentin Paret-Peintre)
Vittorie finali: 0
Altre classifiche: 7
2007: Punti (Tom Boonen)
2010: Combattività (Sylvain Chavanel)
2018: Scalatori (Julian Alaphilippe)
2019: Combattività (Julian Alaphilippe)
2020: Punti (Sam Bennett)
2021: Punti (Mark Cavendish)
2024: Giovani (Remco Evenepoel)
- Vuelta a España

Partecipazioni: 22 (2003, 2004, 2005, 2006, 2007, 2008, 2009, 2010, 2011, 2012, 2013, 2014, 2015, 2016, 2017, 2018, 2019, 2020, 2021, 2022, 2023, 2024)
Vittorie di tappa: 41
2005: 1 (Paolo Bettini)
2006: 1 (Paolo Bettini)
2007: 1 (Paolo Bettini)
2008: 5 (2 Tom Boonen, 2 Paolo Bettini, Wouter Weylandt)
2010: 1 (Carlos Barredo)
2012: 1 (Dario Cataldo)
2013: 1 (Zdeněk Štybar)
2014: 1 (Tony Martin)
2016: 4 (2 Gianni Meersman, David de la Cruz, Gianluca Brambilla)
2017: 6 (4 Matteo Trentin, Yves Lampaert, Julian Alaphilippe)
2018: 4 (3 Elia Viviani, Enric Mas)
2019: 5 (2 Philippe Gilbert, 2 Fabio Jakobsen, Rémi Cavagna)
2020: 1 (Sam Bennett)
2021: 4 (3 Fabio Jakobsen, Florian Sénéchal)
2022: 2 (2 Remco Evenepoel)
2023: 3 (3 Remco Evenepoel)
Vittorie finali: 1
2022 (Remco Evenepoel)
Altre classifiche: 3
2021: Punti (Fabio Jakobsen)
2022: Giovani (Remco Evenepoel)
2023: Scalatori (Remco Evenepoel)

### Classiche monumento
- Milano-Sanremo: 3

2003 (Paolo Bettini); 2006 (Filippo Pozzato); 2019 (Julian Alaphilippe)
- Giro delle Fiandre: 8

2005, 2006, 2012 (Tom Boonen); 2008, 2009 (Stijn Devolder); 2017 (Philippe Gilbert); 2018 (Niki Terpstra); 2021 (Kasper Asgreen)
- Parigi-Roubaix: 6

2005, 2008, 2009, 2012 (Tom Boonen); 2014 (Niki Terpstra); 2019 (Philippe Gilbert)
- Liegi-Bastogne-Liegi: 3

2018 (Bob Jungels); 2022, 2023 (Remco Evenepoel)
- Giro di Lombardia: 2

2005, 2006 (Paolo Bettini)

### Campionati mondiali
- Cronometro a squadre: 4

2012, 2013, 2016, 2018

### Campionati nazionali
- Campionati argentini: 1

In linea: 2019 (Maximiliano Richeze)
- Campionati belgi: 10

In linea: 2009 (Tom Boonen); 2010 (Stijn Devolder); 2012 (Tom Boonen); 2018 (Yves Lampaert); 2023 (Remco Evenepoel)
Cronometro: 2008, 2010 (Stijn Devolder); 2012 (Kristof Vandewalle); 2017 (Yves Lampaert); 2025 (Remco Evenepoel)
- Campionati bielorussi: 2

Cronometro: 2009, 2010 (Branislaŭ Samojlaŭ)
- Campionati britannici: 2

In linea: 2013 (Mark Cavendish)
Cronometro: 2025 (Ethan Hayter)
- Campionati cechi: 3

In linea: 2014, 2017 (Zdeněk Štybar); 2015 (Petr Vakoč)
- Campionati colombiani: 1

Cronometro: 2015 (Rigoberto Urán)
- Campionati danesi: 5

In linea: 2018, 2019 (Michael Mørkøv); 2020 (Kasper Asgreen)
Cronometro: 2019, 2023 (Kasper Asgreen)
- Campionati francesi: 6

In linea: 2011 (Sylvain Chavanel); 2021 (Rémi Cavagna)
Cronometro: 2012, 2013 (Sylvain Chavanel); 2020, 2023 (Rémi Cavagna)
- Campionati italiani: 5

In linea: 2003, 2006 (Paolo Bettini); 2007 (Giovanni Visconti); 2018 (Elia Viviani)
Cronometro: 2012 (Dario Cataldo)
- Campionati lussemburghesi: 8

In linea: 2016, 2017, 2018, 2019 (Bob Jungels)
Cronometro: 2016, 2018, 2019, 2020 (Bob Jungels)
- Campionati neozelandesi: 1

Cronometro: 2017 (Jack Bauer)
- Campionati olandesi: 3

In linea: 2012, 2015 (Niki Terpstra); 2019 (Fabio Jakobsen)
- Campionati polacchi: 3

In linea: 2012 (Michał Gołaś); 2013 (Michał Kwiatkowski)
Cronometro: 2014 (Michał Kwiatkowski)
- Campionati slovacchi: 2

Cronometro: 2012, 2013 (Peter Velits)
- Campionati tedeschi: 6

Cronometro: 2012, 2013, 2014, 2015, 2016 (Tony Martin); 2025 (Maximilian Schachmann)
- Campionati ungheresi: 2

Cronometro: 2003, 2004 (László Bodrogi)

## Organico 2025
Aggiornato al 1º gennaio 2025.

### Staff tecnico
|  | Naz.              | Ruolo | Sportivo         |  |  |  |
|  | ----------------- | ----- | ---------------- |  |  |  |
|  | Belgio (bandiera) | GM    | Patrick Lefevere |  |  |  |
|  | Belgio (bandiera) | DS    | Wilfried Peeters |  |  |  |
|  | Italia (bandiera) | DS    | Davide Bramati   |  |  |  |
|  | Belgio (bandiera) | DS    | Iljo Keisse      |  |  |  |
|  | Belgio (bandiera) | DS    | Klaas Lodewyck   |  |  |  |
|  | Belgio (bandiera) | DS    | Tom Steels       |  |  |  |
|  | Belgio (bandiera) | DS    | Geert Van Bondt  |  |  |  |

### Rosa
|  | Naz.                     |  | Sportivo               | Anno |  |  |
|  | ------------------------ |  | ---------------------- | ---- |  |  |
|  | Belgio (bandiera)        |  | Ayco Bastiaens         | 1996 |  |  |
|  | Italia (bandiera)        |  | Mattia Cattaneo        | 1990 |  |  |
|  | Rep. Ceca (bandiera)     |  | Josef Černý            | 1993 |  |  |
|  | Paesi Bassi (bandiera)   |  | Pascal Eenkhoorn       | 1997 |  |  |
|  | Belgio (bandiera)        |  | Remco Evenepoel        | 2000 |  |  |
|  | Italia (bandiera)        |  | Gianmarco Garofoli     | 2002 |  |  |
|  | Belgio (bandiera)        |  | Gil Gelders            | 2002 |  |  |
|  | Gran Bretagna (bandiera) |  | Ethan Hayter           | 1998 |  |  |
|  | Francia (bandiera)       |  | Antoine Huby           | 2001 |  |  |
|  | Belgio (bandiera)        |  | William Junior Lecerf  | 2002 |  |  |
|  | Gran Bretagna (bandiera) |  | James Knox             | 1995 |  |  |
|  | Belgio (bandiera)        |  | Yves Lampaert          | 1991 |  |  |
|  | Stati Uniti (bandiera)   |  | Luke Lamperti          | 2002 |  |  |
|  | Spagna (bandiera)        |  | Mikel Landa            | 1989 |  |  |
|  | Francia (bandiera)       |  | Paul Magnier           | 2004 |  |  |
|  | Belgio (bandiera)        |  | Tim Merlier            | 1992 |  |  |
|  | Francia (bandiera)       |  | Valentin Paret-Peintre | 2001 |  |  |
|  | Danimarca (bandiera)     |  | Casper Pedersen        | 1996 |  |  |
|  | Italia (bandiera)        |  | Andrea Raccagni        | 2004 |  |  |
|  | Paesi Bassi (bandiera)   |  | Pepijn Reinderink      | 2002 |  |  |
|  | Germania (bandiera)      |  | Maximilian Schachmann  | 1994 |  |  |
|  | Belgio (bandiera)        |  | Pieter Serry           | 1988 |  |  |
|  | Slovacchia (bandiera)    |  | Martin Svrček          | 2003 |  |  |
|  | Belgio (bandiera)        |  | Dries Van Gestel       | 1994 |  |  |
|  | Belgio (bandiera)        |  | Bert Van Lerberghe     | 1992 |  |  |
|  | Belgio (bandiera)        |  | Warre Vangheluwe       | 2001 |  |  |
|  | Belgio (bandiera)        |  | Mauri Vansevenant      | 1999 |  |  |
|  | Belgio (bandiera)        |  | Ilan Van Wilder        | 2000 |  |  |
|  | Belgio (bandiera)        |  | Louis Vervaeke         | 1993 |  |  |
|  | Belgio (bandiera)        |  | Jordi Warlop           | 1996 |  |  |